# قرار مجلس الأمن الدولي التابع للأمم المتحدة رقم 701
قرار مجلس الأمن الدولي التابع للأمم المتحدة رقم 701، الذي اتخذ بالإجماع في 31 يوليو 1991، بعد التذكير بالقرارات السابقة حول الموضوع، وكذلك دراسة تقرير الأمين العام عن قوة الأمم المتحدة المؤقتة في لبنان (اليونيفيل) الذي تمت الموافقة عليه في 426 (1978) قرر المجلس تمديد ولاية القوة لمدة ستة أشهر أخرى حتى 31 كانون الثاني / يناير 1992.
ثم أعاد المجلس تأكيد ولاية القوة وطلب من الأمين العام أن يقدم تقريرا عن التقدم المحرز فيما يتعلق بتنفيذ القرارين 425 (1978) و 426 (1978).